# اسکرنر

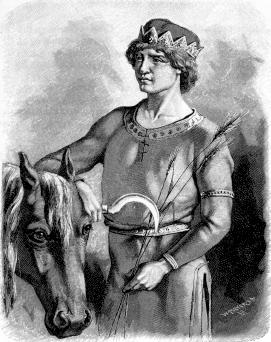
نقاشی اثر: فردریک سَندر از نسخه سوئدی ادای شاعرانه سال ۱۸۹۳

اسکرنر در اساطیر اسکاندیناوی یا (به عبارت دقیقتر زبان نورس باستان) غلام و قاصد ایزد فریر است. در کتاب ادای شاعرانه بخش سخنان اسکرنر، او به عنوان قاصد فریر برای خواستگاری گرد ایزدبانوی زیبای ساکن یوتون‌هایم به آنجا فرستاده شد، تا به عنوان پاداش شمشیر فریر را به او بدهد، اسکرنر حتی او را با عصای جادویی خود تهدید کرد. در بخش ۳۴ ادای شاعرانه (در بخش مربوط به خلق و نابودی خدایان اسکاندیناوی) اسکرنر نزد کوتوله‌ها هم فرستاده شد تا آنها را مجبور کند از هدفشان که اسیر کردن گرگ فنریر  بود دست بردارند.

## یادداشت
1. ↑  Orchard (1997:149).